# Bohrův princip komplementarity
Bohrův princip komplementarity je koncept formulovaný dánským fyzikem Nielsem Bohrem. Podle něj se dvě metodologicky odlišná pozorování nějakého procesu nebo jevu sice vylučují, ale přesto k sobě patří a doplňují se.
Niels Bohr o komplementaritě nehovoří jako o principu (to dělají jeho kolegové a pozdější autoři článků a knih o kvantové teorii), nýbrž o systému, ideji či rámci komplementarity, který přesahuje potřeby interpretace problémů a paradoxů vzniklých ve vyvíjející se kvantové teorii.

## Pokus o "definici" Bohrovy komplementarity
Komplementarita povstává jednak z problému Planckova objevu elementárního kvanta akce (Planckova konstanta), které se ukazuje jako základní rys v kvantové teorii (Bohr považoval kvantum akce za iracionální), a díky faktu, že v popisu observační interakce (v nedělitelnosti a celostnosti fenoménu interakce) dochází k arbitrární distinkci mezi objektem (měřeným jevem či systémem) a observačními činiteli, tj. měřicími přístroji či pozorovatelem.
A. E. McGrath: „Chování jistých entit lze úplně popsat pomocí jednoho ze dvou vzájemně se vylučujících "klasických" modelů. Jeden aspekt jeho chování lze popsat modelem A, jiné aspekty modelem B; přitom však neexistuje žádný aspekt jeho chování, který umožňuje nebo vyžaduje, aby byl správný jak model A, tak model B; ani nejsou důvody k výroku, že příslušná entita "je" A nebo "je" B, nebo "je" A i B.“.
W. Heisenberg: „Bohr považoval oba obrazy – částicový a vlnový – za dva komplementární popisy téže reality. Každý z těchto popisů může být jen částečně správný. Musí existovat právě tak hranice pro aplikaci částicového obrazu jako pro aplikaci vlnového obrazu, neboť jinak bychom se nemohli vyhnout rozporům.“ Jinak řečeno, díky komplementaritě obou nekompatibilních obrazů – „určitá věc nemůže být současně částicí (tj. substancí, omezenou na velmi malý objem) a vlnou (tj. polem, rozprostraněným po velkém prostoru - /.../ získáme nakonec správný dojem o zvláštním druhu reality, která se skrývá za našimi atomovými experimenty.“
Tato podivná realita však není pro Heisenberga tzv. objektivní realita, nýbrž cosi mezi možností a uskutečněním v aristotelovském smyslu. Sám Bohr se varoval hovořit o komplementárním popisu téže reality, téhož objektu, který by byl nezávislý na našich experimentálních uspořádáních. Bohr proto tvrdil: „Neexistuje kvantový svět. Existuje pouze abstraktní kvantově fyzikální deskripce. Je nesprávné se domnívat, že úkolem fyziky je zjistit, jaká příroda jest. Fyzika se zabývá tím, co dokážeme říci o přírodě.“ Jsme totiž „jak diváky, tak herci ve velkém dramatu existence.“
J. Polkinghorn: komplementarita je vlastnost „kvantové mechaniky, podle níž je možné popisovat dynamické vlastnosti systému alternativními a vzájemně se vylučujícími způsoby. Můžeme například vědět, kde částice je (popis pomocí polohy), v tom případě nám však princip neurčitosti nedovoluje přesně zjistit, jak se pohybuje; nebo víme přesně, jak se pohybuje (popis pomocí hybnosti), avšak v takovém případě nevíme, kde přesně je.“

## Komplementarita jako epistemologický rámec myšlení
Ve většinové literatuře a učebnicích se píše, že s komplementaritou Bohr vystoupil v roce 1927 a na základě Heisenbergových relací neurčitosti. To je silně zavádějící informace. A) Bohr uvažoval komplementárně již dlouho před rokem 1927, třebaže samotný pojem začal používat pravděpodobně až v roce 1927, B) idea komplementarity není odvozena z relací neurčitosti, C) není principem; Bohr nikde o principu nehovoří. Argument komplementarity je epistemologickým rámcem, který poskytuje smysluplný výklad neslučitelným výsledkům experimentálních uspořádání či paradoxním popisům atomárního dění. V roce 1925 byl Bohr – po důležitých experimentech – nucen přijmout dualismus světla (dualismus hmoty byl potvrzen v roce 1927), proto je rámec komplementarity mimo jiné také zaměřen na konkrétní problém duality vlnového a korpuskulárního obrazu přírody, na vlno-částici (pro klasické fyziky paradoxní a iracionální věc). Toto stále ještě příliš názorné pojmosloví lze v dnešní kvantové mechanice vynechat.
Za tímto heuristickým komplementárním pojetím duality se skrývají mnohem hlubší komplementární problémy, jež nás dodnes provázejí. Například vzájemně současně výlučné a nekompatibilní deskripce každodenního a vědeckého myšlení, kvalitativního a kvantitativního, organismu jako mechanismu a organismu jako živoucího fenoménu (Bohr často – namísto pojmu zkoumaný či pozorovaný objekt – používá pojem fenomén ve smyslu toho, co se pozorovateli ukazuje v rámci celkového experimentálního uspořádání. Jakákoli změna teorie nebo uspořádání vede k novému fenoménu, který nemůže být s předchozím kauzálně propojen).

## Kinematicko-dynamická komplementarita
Průlomová ve fyzice je především komplementarita kinematicko-dynamická. Ta mimo jiné zevšeobecnila Heisenbergův formalizovaný princip neurčitosti, který ukazuje, že v jednom experimentu nejsme schopni současně přesně měřit, kauzálně vykázat a popisovat kinematické a dynamické vlastnosti (polohu a hybnost, různé směry momentu hybnosti, polohu a energii, určení energie a časového intervalu, ve kterém probíhá měření atd.); potřebujeme dvě odlišná experimentální uspořádání (v klasické fyzice jsou tyto vlastnosti či proměnné kanonicky synchronně sdružené a kauzálně vykazatelné, v kvantové teorii jsou diachronní, rozpadají se do neurčitého vztahu-nevztahu, jsou komplementárně uchopené až abstrakcí).

## Dva aspekty komplementarity
Kvantové postuláty implikují podle Bohra dva odlišné aspekty komplementarity:
1) Aspekt se týká dualismu vlno-částice: Bohr v Como přednášce uvádí: „Dva ohledy o povaze světla jsou spíše uvažovány jako odlišné pokusy interpretace experimentálních důkazů, ve kterých je limitace klasických konceptů vyjádřena komplementárními způsoby.“ O několik řádků níže pokračuje ve stejném tónu o povaze hmoty: „Ve skutečnosti se zde opět nezabýváme protikladnými, ale komplementárními obrazy fenoménů, které pouze dohromady nabízí přirozenou generalizaci klasického způsobu deskripce.“
2) Aspekt se týká obecně kinematicko-dynamické komplementarity (Murdochův metodický název), která vystihuje komplementaritu prostoro-časové deskripce a hybnostně-energetické deskripce; v Como přednášce Bohr píše:„Právě povaha kvantové teorie nás tak nutí zvažovat časoprostorovou souřadnici a požadavek kauzality – spojení příznačné pro klasické teorie – za komplementární, avšak vzájemně se vylučující rysy deskripce.“ Toto je zřejmě první a zásadní výslovný výskyt pojmu komplementarita v jeho veřejných textech.
V pozdějších textech Bohr hovoří tak, že oba typy komplementarity propojuje: „Mimoto evidence získaná na základě odlišných podmínek a odmítnutí pochopitelnosti jedním obrazem, musí být uvažovány, nehledě na zjevný kontrast, jako komplementární ve smyslu, že dohromady vyčerpávají všechny dobře definovatelné informace o atomovém objektu“; v rámci experimentálního uspořádání.

## Rok 1927 – rok relací neurčitosti a komplementarity
V rukopise z 10.7. 1926 Bohr pracuje s pojmem komplementarity, avšak editoři sebraných spisů uvádí, že se Bohr spletl a datum opravili na rok 1927. Každopádně idea komplementarity není založena na matematickém aparátu a není vyvozena z Heisenbergova principu či relací neurčitosti. Heisenbergův přístup byl založen na matematice a čistě korpuskulárním před-porozumění atomárního dění. Dualismus, konkrétně vlnové pojetí, ke svým výpočtům nepotřeboval; to platí i pro dříve vytvořenou maticovou mechaniku (Heisenberg-Born-Jordan, 1925). Stejně tak E. Schrödinger nepotřeboval k vytvoření své vlnové mechaniky (1926) korpuskulární pojetí. Pro Bohra však bylo východisko ve vlnovém a částicovém chování rovnocenně nepostradatelné pro komplexní výklad kvantové teorie a Heisenbergovy a Schrödingerovy názory považoval za jednostranné (Schrödinger navíc uvažoval o hmotném vlnění). Princip neurčitosti vznikal v Kodani nejprve po těžkých diskusích Bohra se Schrödingerem na podzim 1926 a pak po náročných a zoufalých rozhovorech s Bohrem koncem roku 1926 a začátkem roku 1927. Výslovně jej však Heisenberg zformuloval až koncem února 1927 v době, kdy si byl Bohr v Norsku zalyžovat a odpočinout si od nekonečných diskusí. Když se Bohr vrátil do Kodaně, představil Heisenbergovi ideu komplementarity a Heisenberg zase představil Bohrovi článek O názorném obsahu kvantově-teoretické kinematiky a mechaniky, v němž přichází s relacemi neurčitosti (původně používal hlavně termín relace nepřesnosti). K jejich vyvození měl Bohr z počátku výhrady, neboť Heisenbergovy výpočty nevycházely z vlnového chování, ačkoliv jsou z vlnového pojetí odvoditelné, a v textu nalezl další argumentační nedostatky. Heisenberg článek před Bohrovým příjezdem odeslal do redakce časopisu Zeitschrift für Physik, proto se informace o uvedených nedostatcích a poděkování Bohrovi objevují jen ve stručném závěru celého textu, který redakce doplnila. Nakonec se, jak Heisenberg píše, po úporných diskusích s Bohrem rozplakal.

## Poslední rozhovor
17. listopadu 1962 uskutečnil Bohr svůj poslední rozhovor (diskusi vedl především T. Kuhn), kde Bohr říká: „Myslím, že je důvodné říci, že žádný člověk, který je nazýván filosofem, opravdu nerozumí tomu, co je myšleno komplementární deskripcí.“ Dále se v rozhovoru vrátil ke svým filosofickým východiskům komplementarity. Svůj komplementární systém srovnával s objevem, že se Země točí a otáčí kolem Slunce. V té době, jak všichni víme, nebylo snadné tento nový pohled na vesmír prosadit. Postupně se však dostal do vzdělávacích a výchovných metod a propagandy či paradigmatu evropské tradice. Stalo se samozřejmou součástí vzdělání to, co bylo nejméně samozřejmé, tedy to, co nevnímáme, čili že se Země točí. V tomto smyslu potom Bohr téměř na závěr řekl: „Myslím, že to tak přesně bude i s komplementárním popisem.“ Rozhovor byl o kousek dále ukončen a o den později, 18. listopadu 1962 Bohr ve věku sedmdesáti sedmi let zemřel.

## Komplementarita mimo fyziku
K Bohrově pojetí komplementarity v psychologii, antropologii, theologii nebo biologii viz literatura nebo sebrané spisy číslo 10.